# 费尔塞
费尔塞（法語：Fercé，法語發音：[fɛʁse] ⓘ）是法国大西洋卢瓦尔省的一个市镇，位于该省北部，属于沙托布里扬-昂斯尼区。

## 地理
费尔塞（47°47'46"N, 1°24'55"W）面积22.04 平方千米，位于法国卢瓦尔河地区大区大西洋卢瓦尔省，该省份为法国西北部沿海省份，位于布列塔尼半岛东南部，北起伊勒-维莱讷省，西北接莫尔比昂省，西临大西洋，南至旺代省，东临曼恩-卢瓦尔省。
与费尔塞接壤的市镇（或旧市镇、城区）包括：马蒂涅费绍、图里、布吕河畔努瓦亚勒、鲁热、苏尔瓦什。

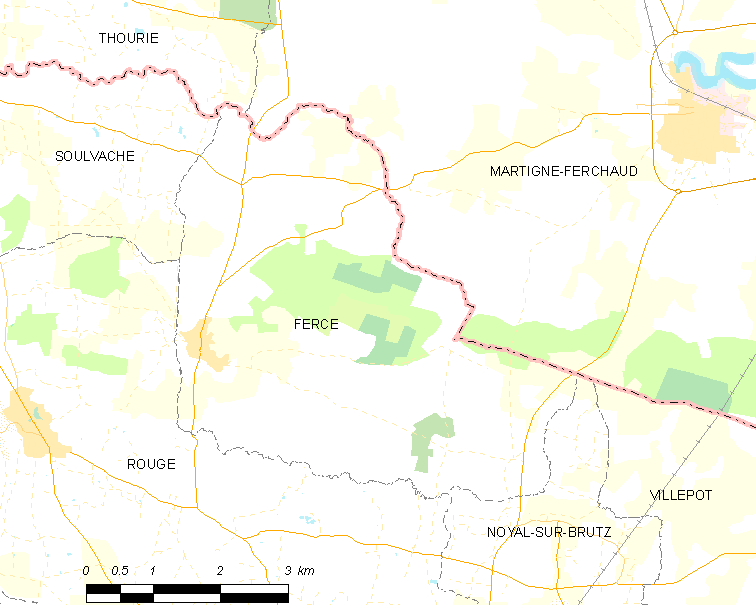
费尔塞的OSM定位图

费尔塞的时区为UTC+01:00、UTC+02:00（夏令时）。

## 行政
费尔塞的邮政编码为44660，INSEE市镇编码为44058。

## 政治
费尔塞所属的省级选区为沙托布里扬县。

## 人口

1962-2008年间费尔塞人口变化图示

费尔塞于2022年1月1日时的人口数量为502人。